# William Winter (político)
William Forrest Winter (Grenada, 21 de fevereiro de 1923 – 18 de dezembro de 2020) foi um procurador e político estado-unidense que serviu como 58.º governador do Mississipi de 1980 até 1984. Do Partido Democrata, ficou conhecido pelo seu forte apoio a educação pública, a liberdade de imprensa, a reconciliação racial e a preservação do patrimônio histórico.
O seu governo é mais lembrado no período no qual foi aprovada uma lei de reforma educacional no estado. A lei foi considerada a primeira tentativa robusta de melhorar a educação estadual em mais de vinte anos e foi responsável pela criação de jardins de infância públicos. A administração Winter também foi bem sucedida ao tentar reescrever a lei estadual sobre empresas estatais fazendo uma reforma no setor.
Morreu em 18 de dezembro de 2020, aos 97 anos.